# Hydrometra gracilenta
Espèce
Hydrometra gracilenta est une espèce d'insectes hémiptères du sous-ordre des hétéroptères (punaises). C'est la moins fréquente des deux espèces d'hydromètres pouvant être observée en France (l'autre est H. stagnorum). 

## Description
- corps grêle, taille: environ 1 cm
- ses yeux ne sont pas situés à l'extrémité de sa très longue tête, mais au milieu.
- 6 longues pattes, y compris les 2 antérieures (contrairement aux Gerris).

## Écologie
Cet hydromètre se rencontre à la surface des plans d'eau douce stagnante ou à courant très faible.
Comme sa cousine H. stagnorum et comme le Gerris lacustris, cette petite punaise peut marcher à la surface de l'eau sans s'y enfoncer (cf. superhydrophobie) et elle s'y nourrit de minuscules insectes. Elle peut aussi se déplacer et chasser sur la terre ferme, les roches et les berges environnantes.

## Espèce proche
Hydrometra stagnorum (Linnaeus, 1758), beaucoup moins rare, est un peu plus grand (1.5-2cm) ; sa tête se termine  en outre de manière tronquée, alors que celle de H. gracilenta est plutôt pointue. Enfin, la distance entre les yeux et l'extrémité avant de la tête est environ 1,5 fois celle qui sépare les yeux du thorax, alors qu'elle est deux fois cette distance chez H stagnorum.